# Sharon Labchuk
Pour les articles homonymes, voir Labchuk.
Sharon Labchuk, née le 25 novembre 1952 à Trenton (Ontario), est une militante écologiste et femme politique canadienne. Elle est directrice nationale de l'organisation du Parti vert du Canada. Elle fonde en 2005 le Parti vert de l'Île-du-Prince-Édouard, dont elle est également cheffe jusqu'en 2012.

## Biographie

### Origines et vie privée
Sharon Labchuck naît en novembre 1952 à Trenton, en Ontario. Sa mère est originaire de l'Île-du-Prince-Édouard et son père est militaire. Elle passe son enfance dans plusieurs villes au Canada et à l'étranger.
Elle quitte l'université pour travailler en Alberta, dans le but d'économiser pour fonder une ferme. Elle retourne vivre à l'île-du-Prince-Édouard à la fin des années 1980. Elle réside à Millvale, dans le comté de Queens.
Elle est mère monoparentale de deux enfants.

### Militantisme écologiste
Sharon Labchuck se dit inspirée par la philosophie de l'écologie profonde. Elle commence à militer alors qu'elle réside en Alberta, dans les années 1980, lorsqu'elle s'oppose à un projet de gazoduc. En 1989, elle participe à la fondation de la Coalition environnementale de l'Île-du-Prince-Édouard. Elle est coordinatrice de l'organisme durant neuf ans. Au début des années 1990, elle devient militante à temps plein et elle lance le premier programme de recyclage domestique de la province, organise des programmes de compostage dans les écoles, installe un site de démonstration du compost au parc Victoria et met sur pied des pépinières communautaires d'arbres locaux. Au fil des ans, elle fait diverses campagnes, autant au niveau local que national, concernant la protection des terres, l'incinérateur de déchets de Charlottetown, les organismes génétiquement modifiés, les biocarburants, les pesticides, les coupes à blanc et la contamination des nappes phréatiques. Elle fonde également un autre organisme environnemental, Earth Action, en 1998.
Elle habite dans une maison solaire qu'elle a construite en grande partie elle-même. Elle cultive un jardin biologique, en plus d'être apicultrice et productrice d'hydromel biologique. Au sujet du syndrome d'effondrement des colonies d'abeilles, elle affirme sur plusieurs sites web que le groupe d'un millier d'apiculteurs dont elle fait partie n'en souffre pas puisqu'ils font de l'agriculture biologique.
En 2003, elle présente une pétition au bureau du Vérificateur général du Canada où elle affirme que des entreprises comme Bayer et Syngenta contreviennent à la Loi sur les produits antiparasitaires en annonçant que leurs produits sont « verts » et qu'ils sont bons pour l'environnement. Elle demande aussi à Santé Canada d'enquêter. Une partie des accusations sont retenues et les fabricants sont forcés de se conformer à la loi.
En 2011, elle applaudit la décision du Congrès des États-Unis d'empêcher la Food and Drug Administration (FDA) de permettre la vente de saumon génétiquement modifié de l'entreprise AquaBounty Technologies pour la consommation humaine.
Son militantisme trouve un écho dans les médias et dans certains documentaires et ouvrages spécialisés. Elle apparaît ainsi en 2001 dans le documentaire de la réalisatrice Sylvie Dauphinais Quelque chose dans l'air... de l'Office national du film du Canada, traitant du danger de l'utilisation de pesticides par les producteurs de pommes de terre de l'I.-P.-É., dans le documentaire Perfect Potato: An environmental hazard?, présenté à l'émission W5 du réseau CTV en 2002 ainsi que dans le livre Secret Ingredients: The Brave New World of Industrial Farming, de l'écrivain Stuart Laidlaw, publié en 2004. Elle est photographiée nue par Nance Ackerman dans un champ de pommes de terre de l'île-du-Prince-Édouard, portant seulement un masque anti-gaz, une photographie qui paraît en 2003 dans le livre Womankind : faces of change around the world. La photo est publiée dans plusieurs médias au Canada. Elle a d'abord hésité à la prendre mais soutient que c'était un bon moyen d'informer le public sur l'usage des pesticides dans sa province.

### Politique
En 2005, Sharon Labchuk et sa fille Camille récoltent les signatures nécessaires à la fondation du Parti vert de l'Île-du-Prince-Édouard, dont elle devient la première cheffe.
Également membre du Parti vert du Canada, elle est proche collaboratrice de la cheffe Elizabeth May. Elle occupe tour à tour les postes de critique en environnement et en agriculture, de coprésidente du cabinet fantôme ainsi que de gérante de la course à la chefferie d'Elizabeth May et de sa campagne lors de l'élection partielle dans London-Centre-Nord en 2006. Elle devient ensuite directrice nationale de l'organisation du parti.
Lors de l'élection fédérale du 23 janvier 2006, elle est candidate du Parti vert du Canada dans la circonscription de Malpeque, où elle obtient 901 voix et 4,65 % des suffrages.
Candidate du Parti vert provincial, elle est défaite dans la circonscription de Rustico-Emerald durant l'élection prince-édouardienne du 28 mai 2007. Elle affirme tout de même être « heureuse, très heureuse » de son résultat – considéré très bon pour un candidat d'un tiers parti dans la province – mais surtout du fait d'avoir pu faire connaître le programme de son parti. Quant au raz-de-marée libéral, elle affirme ne pas voir de réelle différence entre les libéraux et les conservateurs.
Elle est à nouveau candidate du Parti vert dans la circonscription de Charlottetown-Victoria Park à l'élection prince-édouardienne du 3 octobre 2011. Elle s'oppose d'ailleurs à la tenue d'élections en octobre, au motif que la rentrée scolaire et la récolte sont trop proches, et propose plutôt la tenue de l'élection en novembre. Elle obtient 12,86 % des voix et une troisième place.
Le 12 juillet 2012, elle démissionne du poste de cheffe du parti.